# 東ピエモンテ大学
『アメデオ・アヴォガドロ』東ピエモンテ大学 (Università degli Studi del Piemonte Orientale "Amedeo Avogadro", UNIPMN, UPO) はピエモンテにある主要な大学のひとつである。
大学はアレッサンドリア、ノヴァーラ、ヴェルチェッリの3都市に分割された
三つの拠点で教育活動を行っている。
さらにピエモンテとヴァッレ・ダオスタにある7都市に人格形成の拠点を置く。

## 学部
アレッサンドリア:
- 法学部 www.jp.unipmn.it
- 数学・物理・自然科学部 www.mfn.unipmn.it
- 政治科学部 www.sp.unipmn.it

ノヴァーラ:
- 経済学部 www.eco.unipmn.it
- 薬学部 www.pharm.unipmn.it
- 医学部 www.med.unipmn.it

ヴェルチェッリ:
- 文学・哲学部 www.lett.unipmn.it